# Юлия Волкова
Юлия Волкова е руска певица, известна като член на разпадналата се група „Тату“.

## Биография
Родена е на 20 февруари 1985 г. Единствена дъщеря е на бизнесмена Олег Волков и фризьорката Лариса Волкова. На 9-годишна възраст вече пее в известния детски ансамбъл „Непоседы“ („Пакостници“). Но на 13 години е изгонена от него поради недостойно поведение. Елена, която е с една година по-голяма от Юлия, напуска ансамбъла поради достигнатото възрастово ограничение. Лена и Юлия се срещат за първи път именно в „Непоседы“, но не пеят заедно. Дори не са били приятелки, а само са знаели имената си. Юлия участва в конкурса на Шаповалов, където е избрана само Лена. Проектът на Лена се оказва без особен успех и така, през 1999, когато Юлия е едва на 14 години, е формиран скандалният дует с Елена Катина или така познатата световноизвестна група „Тату“ от продуцента Иван Шаповалов. През 2009 г. групата се разделя, тъй като момичета имат разногласия относно работата си, а Юлия иска да бъде примерна майка на двете си деца.
През октомври 2011 излиза първият сингъл на Юлия като солова изпълнителка. Той се казва „All because of you“ и има и руска версия. През 2012 г. участва в конкурса за руска песен на Евровизия в дует с Дима Билан, но песента им остава на второ място на финала. През лятото на 2012 г. певицата пуска сингъла си „Didn't wanna do it“, който също има руска версия. В края на 2012 г. Волкова отново си прави операция на гласните възли. Певицата се нуждае от време, докато се възстанови от операциите си. Но въпреки препятствията Юлия продължава да пее. Въпреки че с Катина не са в добри отношения, през 2014 г. излизат заедно на сцената, за да отворят зимните олимпийски игри в Сочи. След това момичетата отново губят връзка.
Също през 2014 г. Юлия основава собствена линия за обувки „C & C shoes by Julia Volkova“. Няколко месеца по-късно певицата и известни италиански дизайнери правят нова колекция, която се оказва с особено голям успех в руските магазини.

## Личен живот и имидж
Групата 't.A.T.u' е скандална, заради лесбийския имидж на певиците, който се потвърждава още с първата им песен. Момичетата трудно премат факта, че продуцентът им ги кара да поддържат този имидж. Първоначално приемат всичко на шега и им е трудно да записват клиповете си. Като ученички им се е налагало да пътуват в градското метро, тъй като първоначално бюджетът им е бил минимален. Когато са се разхождали самостоятелно по улиците, са били доста обсъждани дори и отблъсквани и обвинявани поради хомофобски настроения. След бързо предприети мерки, дуото е осигурено с лична охрана и шофьор. Същото така естественият цвят на косата на Юлия е тъмно рус, но когато Шаповалов създава „Тату“, тя се подстригва и боядисва в черно. По нейни думи Шаповалов е искал тя да заприлича на момче. В интервю Юлия смело споделя, че за първи път е целунала момиче, когато е била едва на 7 години. Говори се, че Юлия и Лена са излизали заедно като двойка, но родителите на Лена са били твърдо против еднополовите връзки поради религиозни причини. За сметка на всички клюки, в интервю през 2003 г. певиците официално казват, че не са лесбийки, но поддържат този имидж за маркетингови цели. През годините Юлия е давала интервюта, в които споделя, че се приема за бисексуална. Самото име t.A.T.u. означава „Та любит Ту“ ('Едната обича другата').
Юлия е учила и е завършила своето певческо-музикално образование. Пеенето ѝ става любимо още преди да започне училище. През ранните си ученически години е пълна отличничка. След това учи в паралелка с пеене и свирене на пиано. Също така певицата може да свири и на китара. В юношеска възраст, Юлия започва да носи тежък грим (като за дискотека) на училище, без знанието на родителите ѝ. По това време е било недопустимо такова поведение и странен имидж от страна на младата певица. Тя става обект на обсъждане от съучениците ѝ и учителския колектив. Юлия споделя с насмешка, че заради тази абсурдна случка са викали майка ѝ в училище. В интервю Волкова си спомня и си признава как е пушила тайно цигари на прозорците в училищните тоалетни. Въпреки всички негативи и коментари, учителите я определят като добро и много умно момиче. Към края на ученическия си период, певицата дори не е присъствала в учебните си часове поради допълнителни певчески ангажименти, с вече сформираната група Тату. Идеята за ученическите униформи като сценичен костюм идва от това, че момичетата са отивали на репетиции директно след училище. Имиджът – две ученички в еднополово взаимоотношение, е по идея на Шаповалов, който е добил вдъхновение, след като изглежда няколко порнографски филма. След като Юлия изцяло променя имиджа си с този на лошото момиче с къса черна коса, психолозите я определят като „стихия“, „явление“, „момиче пълно със сексуална енергия“. През 2002 г. „Тату“ идват и в България.

## Вокални проблеми и промени
След като навършва 18 години, Юлия е вокално претоварена от продуцента Иван Шаповалов, който я кара да пее високите тонове на всички дотогава издадени песни. Часове преди „Тату“ да излезе на сцената, за да представи Русия на Евровизия през 2003 г., Юлия влиза в болница, за да възстанови гласа си чрез бързи процедури. Тя не участва на първата репетиция (земестена е от Катя Нечаева), но при официалното излъчване, Юлия излиза на сцената и „Тату“ се класира на трето място в конкурса. След това обаче проблемите с гласа ѝ не спират. Междувременно тя спортува, за да е във форма за сцената (загубата на килограми е видима). Остава под въпрос дали тя е приемала наркотични вещества, тъй като тя се държи небрежно и крайно невъзпитано. Също остава под въпрос дали двете млади момичетата са имали сексуални взаимоотношения с продуцента си. С времето Юлия губи гласа си, докато изпълнява песните на живо, затова за нейно улеснение, част от песните за изпълнение пеят на плейбек. Първоначално родителите ѝ са притеснени, но самата Юлия иска да продължи работата си в дуото. Правят и се забележки, че пуши. След поредните проблеми, Юлия посещава доктори, които потвърждават, че тя трябва да спре да напряга гласа си за кратко. Тя казва на продуцента си, че наистина не може повече да пее високи тонове, но никой не ѝ обръща внимание, защото ангажиментите на дуото са в разгара си и имат планове за следващ успешен музикален албум. Така, в продължение на година, на репетициите отново и отново карат Юлия да пее високи тонове, а Лена ниски. Юлия отказва да пее високите тонове при записването на новите песни (защото не се чувства добре, има постоянни болки в гърлото). Често тя напуска мястото за репетиции разстроена, защото не може и не иска да „вика“ повече. Шаповалов се забавя с издаването на втория им албум, докато се събира с приятелите си като възрастен за почерпка. Волкова и Катина се уговорят да не ходят повече да репетират при Шаповалов. Певиците и продуцента не за първи път влизат в подобен конфликт, момичетата нямат доверие на Шаповалов и така те се разделят. Шаповалов аргументира, че той до някаква степен ги е направил известни с това, че те са „викащата“ група. Певицата претърпява операция, при която възвръща нормалния си глас, но гласът и става по-дрезгав и изпитва затруднения при пеенето на високи тонове. Затова тя никога не ги пее на живо. След като дуото се разделя официално, често репортерите я питат дали тя харесва гласа си, а Юлия се усмихва и казва, че винаги е харесвала рока.
През 2016 г. Волкова говори открито, за първи път, относно болестта си, разкривайки, че през 2012 г. тя е била диагностицирана с рак на щитовидната жлеза. По време на сложната операция за премахване на тумора, ларингеален нерв е бил повреден, така че Юлия почти е загубила гласа си на операционната маса. Тя си е направила две операции в Германия, за да си възстанови гласа, но те са били без успех. През 2014 г. си прави трета операция в Сеул, която е в състояние да определи ситуацията към подобрение. Междувременно тя си прави и пластични операции – има корекции на носа, скулите, устните, също си слага ботокс в челото.

## Семейство
На 23 септември 2004 г. ражда първото си дете, Виктория, а с бащата на детето, Павел Сидоров, се разделят през пролетта на 2005 г. На 27 декември 2007 г. ражда второто си дете, Самир, с чийто баща, Парвиз Ясинов, се разделят през 2010 г. В социалните мрежи се говори, че по време на връзката си с Парвиз Юлия е приела исляма.